# Яков II
Я́ков II Стю́арт (англ. James II; 14 [24] октября 1633, Лондон — 5 [16] сентября 1701, Сен-Жермен-ан-Ле) — король Англии, Шотландии и Ирландии, как шотландский монарх именовался Яковом VII (1685—1688), внук Якова I, второй сын Карла I и младший брат Карла II. Последний британский король-католик; свергнут в результате «Славной революции» 1688 года.

## Герцог Йоркский
Получил от отца титул герцога Йоркского (1644). Во время гражданской войны после взятия г. Йорка парламентским войском в 1646 году Яков с братьями и сёстрами был заключён под стражу; в 1648 году бежал на континент. Служил под знамёнами французского маршала Тюренна (1652); позже сражался против него в рядах испанской армии.
После реставрации Стюартов носил также шотландский титул герцог Олбани (1660). Получил, в качестве генерал-адмирала, под командование морские силы Англии; в 1665 году одержал победу над голландским флотом у Гардвича. Вместе со склонностью к католицизму у Якова крепла дружба с Людовиком XIV, ненависть к Голландии и намерение установить абсолютную монархию.
В 1669 году баллотировался на королевских выборах в Речи Посполитой, однако победить не смог, поскольку местная шляхта решила не избирать на трон иностранцев.
Яков был душой министерства Кабаль, которое с 1670 года сконцентрировало власть в своих руках и сильно ослабило влияние парламента. После смерти первой жены, Анны, дочери Кларендона, Яков перешёл в католицизм. В разразившейся затем войне против Голландии он командовал флотом в двух больших морских битвах.
Усилившееся в результате неудачной войны влияние парламента, выразившееся в издании «Акта о присяге», заставило Якова публично признаться в своём католицизме, отказаться от принесения присяги и удалиться от государственных дел (1673). Вопреки его желанию, старшая из его двух дочерей от первого брака, Мария (предполагаемая наследница престола, так как Карл II был бездетен, а у Якова не было ещё в то время сыновей), была выдана за Вильгельма Оранского (1677).
Вторая жена Якова, Мария Моденская, ревностная католичка, сделала Якова ещё более усердным приверженцем католицизма. Когда в 1679 году разнеслась молва о «Папистском заговоре», во главе которого якобы стоял Яков, он вынужден был покинуть Англию. В 1679—1681 годах возник династический кризис, в ходе которого в парламент был внесён Билль об отводе, преследовавший целью лишить герцога Йоркского права на престолонаследие. Это вызвало реакцию против вигов, и после смерти Карла Яков беспрепятственно вступил на престол.

## Правление
Без труда были подавлены восстания Монмута в Англии и лорда Аргайла в Шотландии, их участники были наказаны со страшной жестокостью. Особое изуверство в судебных процессах над бунтарями проявил судья Джеффрис. Ободренный успехом, Яков задумал с помощью широкого толкования и применения диспенсивной власти заместить все главные должности (военные и гражданские) лицами неангликанского вероисповедания. При этом он возлагал особые надежды на доктрину безусловного повиновения, которую исповедовало тогда значительное большинство англиканского духовенства.
Протестующее духовенство Яков смирял посредством так называемой «высокой комиссии», покровительствовал всем направлениям, враждебным господствующей церкви, и поставил своей целью установление абсолютной католической монархии путём почти нескрываемой пропаганды католицизма и тесного союза с Людовиком XIV. Даже вернейшие слуги короля, англиканские епископы, были привлечены к судебной ответственности, но оправданы присяжными. Надеясь, что после смерти Якова при отсутствии мужского потомства корона перейдёт в руки его дочери-протестантки, народ сдерживал своё негодование, и до восстания дело не доходило.
Когда 10 июня 1688 года было объявлено о рождении принца Уэльского, многие не хотели верить в это и подозревали подлог. Потеряв надежду на мирную перемену к лучшему, вожди обеих главных партий, вигов и тори, пригласили нидерландского принца Вильгельма Оранского занять трон в Англии. Яков хотел пойти на уступки, но было уже поздно.

## Свержение и эмиграция
В ноябре 1688 года принц Оранский высадился в Англии, и в декабре король с незаконным сыном, герцогом Бервиком, покинутый дочерью Анной и ближайшими советниками, бежал во Францию, где Людовик XIV предоставил в его распоряжение Сен-Жерменский дворец. В феврале 1689 года парламент провозгласил королём и королевой Англии Вильгельма и Марию. Эти события получили известность как Славная революция. Яков из Франции поддерживал постоянные отношения со своими приверженцами (якобитами), готовившими заговоры в Англии и открыто восстававшими в Шотландии и Ирландии. В 1689 году Яков прибыл в Ирландию и стал во главе заговорщиков, поддержанных французскими войсками, но был в 1690 году разбит при Бойне. Похоронен в церкви Святого Германа в Сен-Жермен-ан-Ле.
Его потомки (сын, Яков «Старый претендент», и внуки, Карл «Молодой претендент» и кардинал Генрих Стюарт) продолжали претендовать на английский и шотландский престолы и возглавлять партию якобитов вплоть до пресечения дома Стюартов (1807).

## Потомство
Яков был женат дважды: на Анне Хайд (1638—1671), дочери государственного деятеля и историка графа Кларендона, и на Марии Моденской (1658—1718), дочери моденского герцога Альфонсо IV. В первом браке родились:
- Чарльз (22 октября 1660 — 5 мая 1661) — герцог Кембриджский; родился спустя два месяца после заключения брака между его родителями; умер в возрасте семи месяцев от оспы[10].
- Мария (30 апреля 1662 — 28 декабря 1694) — королева Англии, Шотландии и Ирландии; была замужем за своим кузеном Вильгельмом III Оранским. Совместно с мужем унаследовала трон отца после его свержения в 1689 году. Выживших детей не имела[11].
- Джеймс (12 июля 1663 — 20 июня 1667) — герцог Кембриджский; умер от бубонной чумы[12].
- Анна (6 февраля 1665 — 1 августа 1714) — королева Великобритании; была замужем за Георгом Датским. Унаследовала трон после смерти своего зятя и кузена в 1702 году. Первая королева Великобритании согласно Акту об унии 1707 года. Её единственный ребёнок, переживший младенчество, скончался в возрасте 11 лет[13].
- Чарльз (4 июля 1666 — 22 мая 1667) — герцог Кендал; умер от судорог[14].
- Эдгар (14 сентября 1667 — 8 июня 1671) — герцог Кембриджский; умер в детстве[15].
- Генриетта (13 января — 15 ноября 1669) — умерла в младенчестве[15].
- Екатерина (9 февраля — 5 декабря 1671) — умерла в младенчестве[15].

Таким образом, из детей Анны Хайд выжили только две дочери, будущие королевы Мария II и Анна, а все четверо сыновей и ещё две дочери умерли в раннем детстве. У Марии Моденской родились семь детей:
- Екатерина Лаура (10 января — 3 октября 1675)[10].
- Изабелла (28 августа 1676 — 2 марта 1681)[16].
- Чарльз (7 ноября — 12 декабря 1677) — герцог Кембриджский[10].
- Елизавета (1678) — умерла сразу после рождения[17].
- Шарлотта Мария (16 августа — 16 октября 1682)[18].
- Джеймс Фрэнсис Эдуард (10 июня 1688 — 1 января 1766) — претендент на трон Англии и Шотландии под именем Якова III и Якова VIII соответственно; был женат на польской принцессе Марии Клементине Собеской, которая родила ему двоих сыновей — Карла Эдуарда и Генриха Бенедикта[19].
- Луиза Мария (28 июня 1692 — 18 апреля 1712) — умерла от оспы[20]; замужем не была, детей не имела[21].

Из детей от второго брака выжили тоже двое, сын и дочь. Законное потомство Якова II пресеклось в 1807 году.
Помимо потомства от двух законных жён, Яков (в бытность герцогом Йоркским) имел детей также от двух любовниц. От Арабеллы Черчилль, сестры знаменитого полководца Джона Черчилля, герцога Мальборо, у него родились два сына, Джеймс и Генри, последовавшие за отцом во Францию, и две дочери, Генриетта и Арабелла; все они носили фамилию Фицджеймс, с приставкой фиц, традиционной для внебрачных детей знати. От Кэтрин Седли, которой Яков после вступления на престол дал титул графини Дорчестерской, у него была дочь, также Кэтрин, в первом браке маркиза, а во втором — герцогиня. Потомство внебрачных детей Якова II существует до настоящего времени; в частности, потомками Генриетты Фицджеймс (через свою мать Диану) являются внуки Елизаветы II принцы Уильям и Гарри. Карлосу Мигелю Фитцджеймсу Стюарту перешел титул герцогов Альба после смерти 13-й герцогини Альба в 1802 году (главой дома Альба до последнего времени являлась умершая  20 ноября 2014 г. 18-я герцогиня Альба Мария дель Росарио Кайетана Фитц-Джеймс Стюарт и Сильва).

## В культуре
Яков II является персонажем многих исторических романов и фильмов, в частности, драмы Ричарда Блэкмора «Лорна Дун» (1869). В экранизациях романа его роль исполняли Джордж Кёрзон (1934), Хью Фрейзер (1990), Роберт Эдди (2000). В сериале 2003 года «Карл II. Власть и страсть» Якова играл Чарли Крид-Майлз.